# Ed Wood
Pour le film biographique réalisé par Tim Burton, voir Ed Wood (film).
Pour les articles homonymes, voir Davis et Wood.
Edward D. Wood Jr., également appelé Ed Wood, est un réalisateur, acteur, producteur, scénariste et monteur américain né le 10 octobre 1924 à Poughkeepsie dans l'État de New York et mort le 10 décembre 1978 à Hollywood en Californie.
Dans les années 1950, il réalise quelques films à petit budget comme Louis ou Louise (1953), Jail Bait (1954), La Fiancée du monstre (1955), Plan 9 from Outer Space (1957) et Night of the Ghouls (1959). Dans les années 1960 et 1970, il s'oriente vers la sexploitation et les films pornographiques tels que The Sinister Urge (1960), Orgy of the Dead (1965) et  Necromania (1971), et écrit plus de 80 romans pornographiques et policiers pour les pulp magazines.
Remarquables pour leur esthétique campy, leurs erreurs techniques, leurs effets spéciaux amateurs, leur utilisation abusive d'images d'archives mal assorties, leurs distributions excentriques, leurs histoires farfelues et leurs dialogues mal placés, les films de Wood restent en grande partie réservés à un public restreint jusqu'à ce qu'il reçoive à titre posthume le titre de « plus mauvais réalisateur de tous les temps » dans le livre The Golden Turkey Awards (en) (de Michael Medved, publié en 1980), renouvelant l’intérêt du public pour sa vie et son œuvre .
À la suite de la publication de sa biographie Nightmare of Ecstasy: The Life and Art of Edward D. Wood Jr. par Rudolph Grey en 1992, Tim Burton réalise un biopic sur sa vie intitulé Ed Wood (1994). Avec Johnny Depp dans le rôle-titre et Martin Landau dans celui de Béla Lugosi, le film reçoit des critiques élogieuses et de nombreux prix, dont deux Oscars.

## Biographie

### Jeunesse
Dès sa petite enfance, Edward D. Wood Jr. se retrouve confronté au travestissement auquel sa mère le contraint. À l'âge de 4 ans, le jeune Wood déambule ainsi en robe dans le voisinage. Très tôt, il commence à faire des photos, à rêver de westerns. En écrivant ses premiers scénarios, il recrute les gamins du voisinage pour jouer de petites scènes. Il passe le reste de son temps dans les cinémas de quartier. Après l'attaque de Pearl Harbor, Wood décide d'intégrer les marines. Il part au front et se vantera plus tard d'avoir porté des dessous féminins sous son uniforme de soldat.

### Débuts dans le cinéma
De retour aux États-Unis, en 1946, Wood déménage en Californie et commence à proposer ses services aux principaux producteurs. Il finit par obtenir la direction d'un projet tiré du livre de Christine Jorgensen sur la transidentité. Le projet d'adaptation est cependant vite abandonné et Wood est chargé par le producteur d'écrire un scénario original. Wood écrit et réalise alors Glen or Glenda. Ce film propose indirectement une plongée dans la psyché même de Wood, en particulier sur son goût du travestissement. Le film est marqué par la présence du célèbre acteur de films d'épouvante Béla Lugosi, qui avait accepté de jouer dans ses films par amitié pour lui.

### Suite de sa carrière
Par la suite, Wood coécrit et réalise La Fiancée du monstre (Bride of the Monster) (1955), qui accumule les maladresses scénaristiques et techniques (avec, notamment, l'utilisation d'images d'archives n'ayant peu ou rien à voir avec le film). Le film fut néanmoins le seul de toute sa carrière à dégager un bénéfice du vivant de Wood.
En 1959, c'est Plan 9 from Outer Space (l'histoire d'extra-terrestres ressuscitant les morts pour sauver l'univers) qui lui permet de passer à la postérité. Le film compte, d'ailleurs, à son générique un certain nombre d'acteurs expérimentés ou de personnalités reconnues à l'époque : Lyle Talbot (connu pour de nombreux serials et westerns dans les années 1940), l'ancienne présentatrice Vampira, le catcheur Tor Johnson, le présentateur télé et medium Criswel et, bien sûr, Béla Lugosi dans un rôle muet de quelques minutes. Par la suite, Ed Wood réalise encore plusieurs films : Night of the Ghouls (suite indirecte de La Fiancée du monstre) et The Sinister Urge.

### Déclin
Miné par l'échec de ses films, Wood sombre dans l'alcoolisme et la dépression. Il survit dans les années 1960 et 70 en écrivant un grand nombre de romans « pulps », horrifiques ou érotiques. Il écrit également de nombreux scénarios de films de séries Z, avant de réaliser lui-même plusieurs films pornographiques. Vivant dans le plus grand dénuement, il meurt à 54 ans des complications de son alcoolisme.

### Vie privée
Il a eu pour conjointes Norma McCarty (1955–1956), Dolores Fuller (1956-1959) et Kathleen O'Hara (1959–1978). Il a eu une fille, Kathleen Emily Wood.

## Postérité
Deux ans après sa mort, Ed Wood fut qualifié de « plus mauvais cinéaste de l'histoire du cinéma » par les critiques Michael et Harry Medved dans leur livre de 1980 The Golden Turkey Awards (en). Sa filmographie est alors redécouverte. D'abord objets de moqueries, ses films sont néanmoins considérés avec respect par certains cinéphiles, qui louent notamment la sincérité totale de Wood. En 1992, Rudolph Grey publie Nightmare of Ecstasy: The Life and Art of Edward D. Wood, Jr.. Compilation d'entretien avec ses proches, le livre fait connaître Ed Wood à un nouveau public.
En 1994, Tim Burton réalise le film Ed Wood avec Johnny Depp dans le rôle-titre. Malgré un échec commercial, le film est salué par la critique avant d'être récompensé de deux Oscars du cinéma.
En 1996, le documentaire The Haunted World of Edward D. Wood Jr. écrit et réalisé par Brett Thompson, reçoit un accueil critique positif.

### Édition DVD francophone
Fin décembre 2015, Bach Films édite une quasi-intégrale de la filmographie d'Ed Wood (jusqu'en 1965) sous-titrée en français. Six films étant traduits en français pour la première fois. Ses films pornographiques, notamment Take It Out in Trade (1970) et Necromania (1971), ne sont pas traduits et ne sont disponibles qu'en import depuis les États-Unis.

### Dans la culture
- 1994 : Ed Wood, film de Tim Burton avec Johnny Depp dans le rôle-titre

## Filmographie

### Réalisateur

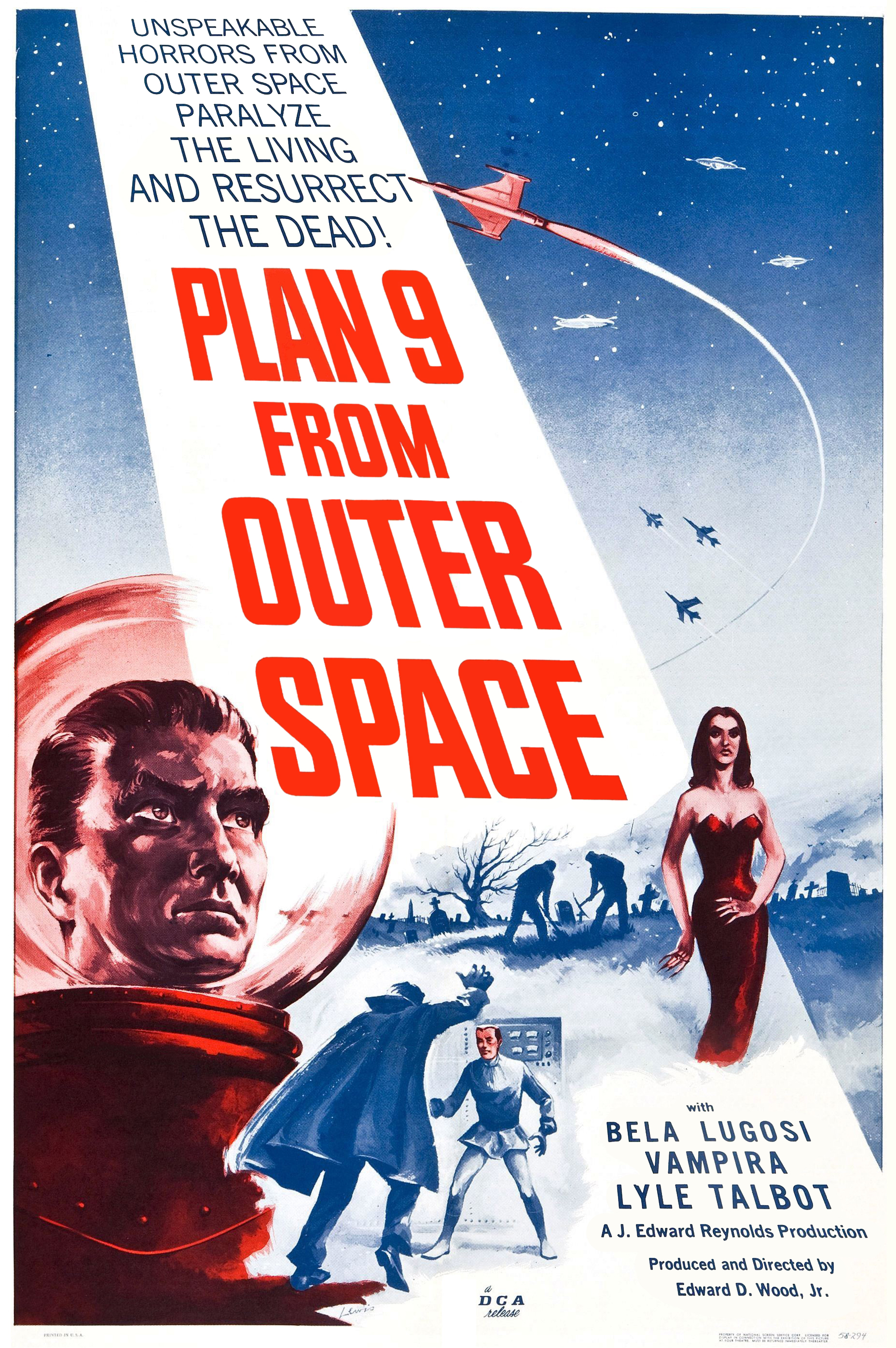
Affiche de Plan 9 from Outer Space.

- 1948 : The Streets of Laredo (ou Crossroads of Laredo) (court métrage)
- 1951 : The Sun was Setting (court métrage)
- 1953 : Trick Shooting with Kenne Duncan (en)
- 1953 : Glen or Glenda (Louis ou Louise)
- 1953 : Crossroad Avenger : The Adventures of the Tucson Kid (en) (court métrage)
- 1953 : Boots (court métrage)
- 1953 : Criswell Predicts (série TV)
- 1954 : Jail Bait
- 1955 : La Fiancée du monstre (Bride of the Monster)
- 1957 : The Night the Banshee Cried (court métrage)
- 1957 : Final Curtain (en) (pilote d'une série télévisée)
- 1959 : Plan 9 from Outer Space
- 1959 : The Revenge of the Dead (ou Night of the Ghouls)
- 1960 : Trick Shooting with Kenne Duncan (en) (court métrage documentaire)
- 1960 : The Sinister Urge
- 1970 : The Only House in Town (sous le nom de Flint Holloway)
- 1970 : Take It Out in Trade
- 1971 : Nympho Cycler (non crédité)
- 1971 : Sex Orgy (non crédité) (court métrage)
- 1971 : Lesbian Love (non crédité) (court métrage)
- 1971 : Necromania (ou Necromania: A Tale of Weird Love)
- 1972 : The Young Marrieds (sous le nom de Richard Trent)
- 1993 : Hellborn (apparemment un film « à sketches » reprenant du matériel tourné par Wood)
- 1995 : Take It Out In Trade: The Outtakes (collage de matériel pour film érotique tourné par Ed Wood)
- 1996 : Crossroads of Laredo (en) (western tourné en deux jours en 1948, resté inachevé. Restauré, monté et sonorisé, longtemps après la mort du cinéaste, par son ex-épouse Dolores Fuller et son nouveau mari Philip Chamberlin[5].)

### Acteur

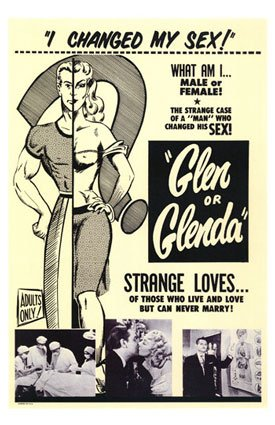
Affiche de Glen or Glenda.

- 1948 : The Streets of Laredo : dans le rôle d'un cowboy
- 1950 : The Baron of Arizona : dans le rôle d'un cowboy (non crédité)
- 1953 : Glen or Glenda : sous le pseudonyme de Daniel Davis, dans le rôle de Glen/Glenda
- 1953 : Croosward Avenger: The Adventures of The Tucson Kid : dans le rôle de Pony
- 1954 : Jail Bait : dans le rôle d'un journaliste radio (non crédité)
- 1958 : Plan 9 from Outer Space : dans le rôle d'un vieil homme faisant partie d'un cortège funèbre
- 1961 : The Sinister Urge : dans le rôle d'un homme au cours d'une bagarre
- 1969 : The Love Feast : dans le rôle de Mr Murphy
- 1970 : Take It Out In Trade : dans le rôle d'Alecia
- 1970 : The Sensuous Wife : dans le rôle d'un travesti
- 1974 : Five Loose Women : dans le rôle du shérif Pops
- 1977 : Meatcleaver Massacre : dans le rôle d'un homme dans la foule
- 1994 : Ed Wood : Look Back In Angora (images d'archives)
- 1995 : The Haunted World of Edward D. Wood Jr. (images d'archives)
- 1997 : Hollywood Rated « R » (images d'archives)
- 2000 : Screwed (images d'archives)

### Scénariste
- 1953 : Glen or Glenda
- 1954 : Jail Bait
- 1956 : Bride of the Monster
- 1956 : The Violent Years de William Morgan
- 1957 : The Unearthly de Boris Petroff (d'après les personnages créés par Ed Wood)
- 1958 : Plan 9 from Outer Space
- 1958 : La fiancée de la jungle[6] (The Bride and the Beast) d'Adrian Weiss
- 1959 : Night of the Ghouls
- 1959 : Revenge of the Virgins (crédité sous le nom de Pete La Roche) de Frank Perry Jr.
- 1965 : Orgy of the Dead de Stephen C. Apostolof
- 1969 : One million AC/DC (sous le nom d'Akdon Telming)  d'Ed De Priest
- 1970 : Excited (sous le nom d'Akdov Telmig) de Gary Graver
- 1972 : The Undergraduate (film perdu) de John Flanders
- 1972 : The Snow Bunnies de Stephen C. Apostolof
- 1998 : I Woke Up Early the Day I Died d'Aris Iliopulos
- 2008 : Plan 9 from Outer Space de John Johnson